# Kurt Hahn
Kurt Hahn, född 5 juni 1886 i Berlin, död 14 december 1974 i Salem i Baden-Württemberg, var en tysk pedagog. Han grundade en mängd skolor och projekt; Schule Schloss Salem i sydligaste Baden-Württemberg, Gordonstoun i Skottland och Atlantic College i Wales samt rörelserna United World Colleges och Outward Bound schools. 

## Biografi
Hahn var av judiskt ursprung och föddes i Berlin. Under första världskriget arbetade Hahn för Tysklands utrikesministerium med att analysera brittska tidningsartiklar. Hahn blev privatsekreterare till prins Max av Baden, som blev den siste rikskanslern under kejsartiden och som lämnade över kanslerskapet till socialdemokraten Friedrich Ebert. Hahn ingick i den tyska delegationen till fredskonferensen i Paris 1919 där han som talskrivare för Tysklands utrikesminister Ulrich von Brockdorff-Rantzau bevittnade framtagande av Versaillesfördraget.
Tillsammans med prins Max grundade Hahn Schule Schloss Salem på slottet Salem.
Han anammade nazismens idéer en tid men blev snart en öppen kritiker. Han blev arresterad 1933 men frigavs efter brittiska påtryckningar och flydde senare till Skottland där han grundade Gordonstoun i ett gammalt slott precis som han tidigare (1920) gjort på slottet Salem. 
Gordonstoun var den första skolan i den grupp av skolor som kallas Round Square. De arbetar alla med 5 hörnstenar; utomhusäventyr, miljöhänsyn, internationell förståelse, gemensamhet och demokrati. 

## I populärkultur
Kurt Hahn och hans arbete på Gordonstoun skildras i ett avsnitt av TV-serien The Crown. I serien spelas Hahn av Burghart Klaussner. Prins Philip var en av eleverna på hans skolor i Tyskland och Skottland.